# Atenàgores (patriarca)

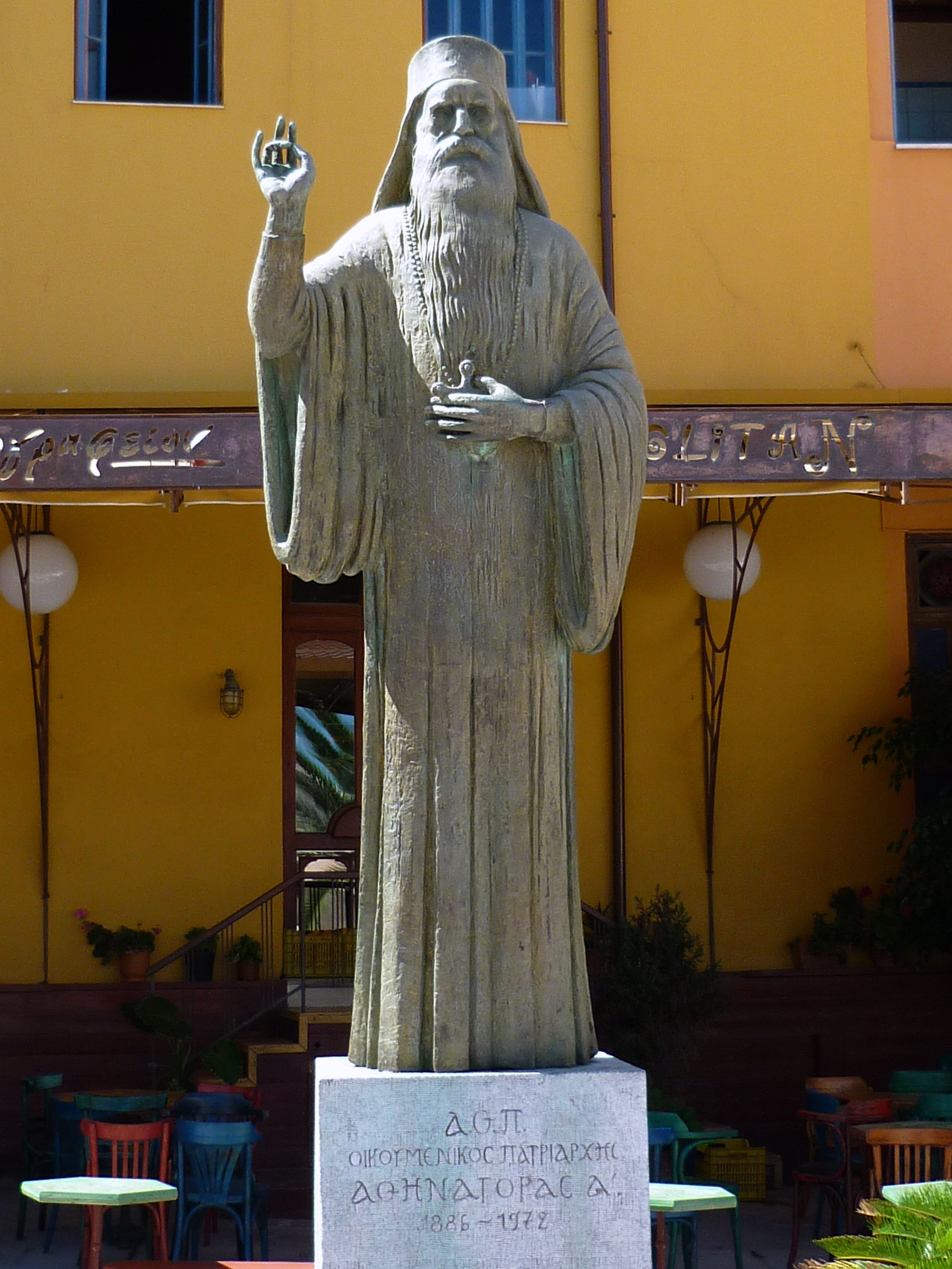
Estàtua en honor d'Atenàgores situad a Khanià (Creta).

Atenàgores (Aristoklís Spiru) fou Patriarca de Constantinoble del 1948 al 1972.
Va néixer a l'Epir el 1886 i fou ordenat el 1910. El 1922 fou nomenat bisbe de Corfú. El 1930 fou bisbe dels grecs d'Amèrica fins al 1948, quan fou elegit Patriarca Ecumènic de Constantinoble.
Va celebrar tres conferències panortodoxes a  Rodes el 1961, 1963 i 1964 i va obrir la possibilitat de diàleg amb altres esglésies. Es va reunir tres vegades amb Pau VI i el 1965 les dues esglésies es van anul·lar mútuament les excomunicacions recíproques que s'havien llençat el 1054.
Va morir a Istanbul el 1972.